# 坪庄乡
坪庄乡，是中华人民共和国甘肃省临夏回族自治州东乡族自治县下辖的一个乡镇级行政单位。

## 行政区划
坪庄乡下辖以下地区：
韩则岭村、罗家村、大坡村、三社村、南关村、结沟村、坪庄村、五麦寺村、双树村和免古池村。